# Senarica
Senarica – wieś we Włoszech, w regionie Abruzja, w prowincji Teramo, frazione w gminie Crognaleto.

## Geografia
Miejscowość położona przy drodze krajowej SS 80, w pobliżu przełomu rzeki Vomano.

## Historia
Osada zamieszkana w czasach przedrzymskich.
W średniowieczu była lennem rodu Acquaviva, a następnie protektoratem weneckim, czego odzwierciedleniem mogą być wpływy języka weneckiego w miejscowym dialekcie.
W XVI w. wzniesiono w Senarice kościół św. Prota i Hiacynta.
Według tradycji, traktowanej niekiedy jako mistyfikacja stworzona przez lokalnych dziennikarzy i podchwycona przez historyków, Senarica była ośrodkiem suwerennej Republiki Senarica.

### Republika Senariki
Senarica i sąsiednia wieś Poggio Umbricchio tworzyły niezależną Republikę Senariki, od kiedy w 1343 r. królowa Neapolu Joanna I d`Anjou przyznała niepodległość mieszkańcom, którzy stawili dzielny opór wojskom mediolańskim dowodzonym przez Ambrogia Viscontiego, krewnego seniora Luchina Viscontiego.
Ustrój Republiki Senarica był wzorowany na ustroju Republiki Weneckiej, z obieranym dożą na czele. Według legendarnego traktatu z "siostrzaną" Republiką Wenecką Senarica miała na wypadek wojny dostarczać kontyngent zbrojny w sile dwóch żołnierzy.
Król Neapolu Ferdynand IV nie wierzył w istnienie niezależnej republiki i wysłał kilku urzędników do Senariki w celu przeprowadzenia śledztwa. Kierowany przez premiera Bernardo Tanucciego, nakazał jej aneksję w 1797 roku.
Herb państwowy wyglądał następująco: w polu czarnym srebrny lew dławiący srebrnego węża.

## Senarica w literaturze
Senarica znana jest z opublikowanego w Neapolu w 1887 utworu La tragedia di Senarica Giuseppe Mezzanotte, włoskiego pisarza związanego z Abruzją. Pod nazwą Senarica ukryte jest jednak Chieti, rodzinna miejscowość twórcy.